# 2006-os Superbike-világbajnokság
A 2006-os Superbike-világbajnokság volt a tizenkilencedik szezon a sportág történetében. A február 25-én kezdődő és október 8-án végződő bajnokságot az ausztrál Troy Bayliss nyerte.

## Versenynaptár
|    | Dátum          | Helyszín           | Versenypálya         | 1. verseny győztese | 2. verseny győztese | Beszámoló |
| -- | -------------- | ------------------ | -------------------- | ------------------- | ------------------- | --------- |
| 1  | Február 25.    | Katar              | Losail               | James Toseland      | Troy Corser         | Report    |
| 2  | Március 5.     | Ausztrália         | Phillip Island       | Troy Corser         | Troy Bayliss        | Report    |
| 3  | Április 23.    | Spanyolország      | Valencia             | Troy Bayliss        | Troy Bayliss        | Report    |
| 4  | Május 7.       | Olaszország        | Monza                | Troy Bayliss        | Troy Bayliss        | Report    |
| 5  | Május 28.      | Európa             | Silverstone          | Troy Bayliss        | Troy Bayliss        | Report    |
| 6  | Június 25.     | San Marino         | Misano               | Troy Bayliss        | Andrew Pitt         | Report    |
| 7  | Július 23.     | Csehország         | Brno                 | Yukio Kagayama      | Yukio Kagayama      | Report    |
| 8  | Augusztus 6.   | Egyesült Királyság | Brands Hatch         | Troy Bayliss        | Noriyuki Haga       | Report    |
| 9  | Szeptember 3.  | Hollandia          | Assen                | Chris Walker        | Troy Bayliss        | Report    |
| 10 | Szeptember 10. | Németország        | EuroSpeedway Lausitz | Yukio Kagayama      | James Toseland      | Report    |
| 11 | Október 1.     | Olaszország        | Imola                | Alex Barros         | Troy Bayliss        | Report    |
| 12 | Október 8.     | Franciaország      | Magny-Cours          | James Toseland      | Troy Bayliss        | Report    |

## Végeredmény

### Versenyző
| 1  | Troy Bayliss      | Ducati 999 F06       | Ducati Xerox                | 431 |
| 2  | James Toseland    | Honda CBR 1000RR     | Winston Ten Kate Honda      | 336 |
| 3  | Noriyuki Haga     | Yamaha YZF-R1        | Yamaha Motor Italia WSB     | 326 |
| 4  | Troy Corser       | Suzuki GSX-R 1000 K6 | Alstare Suzuki Corona Extra | 254 |
| 5  | Andrew Pitt       | Yamaha YZF-R1        | Yamaha Motor Italia WSB     | 250 |
| 6  | Alex Barros       | Honda CBR 1000RR     | Klaffi Honda                | 246 |
| 7  | Yukio Kagayama    | Suzuki GSX-R 1000 K6 | Alstare Suzuki Corona Extra | 211 |
| 8  | Lorenzo Lanzi     | Ducati 999 F06       | Ducati Xerox                | 169 |
| 9  | Chris Walker      | Kawasaki ZX-10R      | PSG-1 Kawasaki Corse        | 158 |
| 10 | Fonsi Nieto       | Kawasaki ZX-10R      | PSG-1 Kawasaki Corse 2      | 139 |
| 11 | Michel Fabrizio   | Honda CBR 1000RR     | D.F.X. Treme                | 125 |
| 12 | Karl Muggeridge   | Honda CBR 1000RR     | Winston Ten Kate Honda      | 123 |
| 13 | Norick Abe        | Yamaha YZF-R1        | Yamaha Motor France-Ipone   | 112 |
| 14 | Rubén Xaus        | Ducati 999 F05       | Sterilgarda – Berik         | 103 |
| 15 | Régis Laconi      | Kawasaki ZX-10R      | PSG-1 Kawasaki Corse        | 103 |
| 16 | Roberto Rolfo     | Ducati 999 F05       | Ducati SC – Caracchi        | 69  |
| 17 | Shinichi Nakatomi | Yamaha YZF-R1        | Yamaha Motor France-Ipone 2 | 48  |

| 18 | Max Neukirchner     | Ducati 999 RS / Suzuki GSX-R 1000 K6 | Team Pedercini / Alstare Engineering Corona Extra | 28 |
| 19 | Sebastien Gimbert   | Yamaha YZF-R1                        | Yamaha Motor France-Ipone                         | 23 |
| 20 | Fabien Foret        | Suzuki GSX-R 1000 K6                 | Alstare Engineering Corona Extra                  | 19 |
|    | Steve Martin        | Petronas FP1                         | Foggy Petronas Racing                             | 19 |
| 22 | Pierfrancesco Chili | Honda CBR 1000RR                     | D.F.X. Treme                                      | 17 |
| 23 | Tommy Hill          | Yamaha YZF-R1                        | Virgin Mobile Yamaha                              | 13 |
| 24 | Ivan Clementi       | Ducati 999 RS                        | Team Pedercini                                    | 10 |
| 25 | Marco Borciani      | Ducati 999 F05                       | Sterilgarda – Berik                               | 9  |
| 26 | Vittorio Iannuzzo   | Ducati 999 F05                       | Sterilgarda – Berik                               | 6  |
| 27 | Craig Jones         | Petronas FP1                         | Foggy Petronas Racing                             | 3  |
|    | Joshua Brookes      | Kawasaki ZX-10R                      | Kawasaki Bertocchi                                | 3  |
| 29 | Harry Van Beek      | Suzuki GSX-R 1000 K2                 | Motoport Den Bosch – Suzuki                       | 2  |
|    | Lorenzo Alfonsi     | Yamaha YZF-R1                        | Yamaha Motor France-Ipone                         | 2  |
|    | David De Gea        | Honda CBR 1000RR                     | Honda BQR                                         | 2  |
| 32 | Gianluca Nannelli   | Honda CBR 1000RR                     | D.F.X. Treme                                      | 1  |

### Gyártó
| 1 | Ducati       | 450 |
| 2 | Honda        | 460 |
| 3 | Yamaha       | 401 |
| 4 | Suzuki       | 372 |
| 5 | Kawasaki     | 229 |
| 6 | Petronas FP1 | 19  |